# Иво Войнович
Иво Войнович е сръбски драматург.
Роден е в аристократично семейство. Завършва Юридическия факултет в Загреб (1880).